# Orus Jones
Orus W. Jones (Jackson, 8 marzo 1867 – Denver, 10 agosto 1963) è stato un golfista statunitense.

## Carriera
Jones partecipò ai Giochi olimpici di Saint Louis 1904, dove vinse una medaglia di bronzo nel torneo a squadre. Nella stessa Olimpiade, prese parte al torneo individuale, in cui fu sconfitto ai sedicesimi di finale da Nathaniel Moore.
Di professione, Jones era dentista.

## Palmarès
In carriera ha conseguito i seguenti risultati:
- Giochi olimpici

St. Louis 1904: una medaglia di bronzo nel torneo a squadre.